# Evanđelje po Marku
Evanđelje po Marku ili Markovo Evanđelje  religijska je knjiga, dio Novoga zavjeta. Kratica je (Mk). Tradicionalno se pripisuje sv. Marku i najkraće je od četiriju kanonskih evanđelja.
Riječ je o sinoptičkom Evanđelju, a smatra se da je služilo kao predložak za ostala dva sinoptička evanđelja (evanđelje po Mateju i evanđelje po Luki).
Markovo Evanđelje vjerojatno je prvo napisano Evanđelje. Mnogi kršćani drže da ga je napisao sv. Marko, najvjerojatnije u Rimu oko 60. – 70. Nekad se smatralo da je napisano nakon evanđelja po Mateju, što je razlog da se u Biblijama nalazi poslije njega.
Markov stil pisanja vrlo je jednostavan i sliči pučkom pripovijedanju. Prvotno je napisano za rimsku kršćansku zajednicu.
U tom Evanđelju zapisano je propovijedanje apostola Petra u Rimu. Marko je tako sastavio svoje Evanđelje, da njegovi čitatelji mogu u Isusu Kristu prepoznati Božjeg Sina, osobito iz onoga što je on činio: Priprava za javno djelovanje, djelovanje u Galileji, u Jeruzalemu, muka, smrt i uskrsnuće.
U katoličkoj Crkvi, do nove liturgijske obnove, čitalo se u nedjeljama poslije Duhova samo u tri nedjelje, dok Matejevo u 20 nedjelja, Lukino u 16, Ivanovo u 12. Danas se u godini B čita Markovo Evanđelje, i u svagdanjim čitanjima od 1. do 9. tjedna kroz godinu.